# Perodua Kelisa
El Perodua Kelisa es un automóvil urbano del fabricante de automóviles malayo Perodua. Fue lanzado en 2001 como el sucesor del Perodua Kancil. El Kelisa se vendió junto con el Kancil más antiguo, y ambos fueron finalmente reemplazados por el Perodua Viva en 2007.

## Historia
El Kelisa se basó, en todos sus lanzamientos, en un Daihatsu Mira de quinta generación (L700), y lleva el nombre del pez arowana nativo de Malasia (ikan kelisa).
Como Perodua ha vendido sus vehículos en el Reino Unido desde 1997, el Kelisa se introdujo en el país en 2002 como reemplazo del Nippa, un Kancil rebautizado. Al igual que su predecesor, el Kelisa fue el automóvil nuevo más barato a la venta en el Reino Unido, con un precio inicial de menos de 5.000 libras esterlinas.

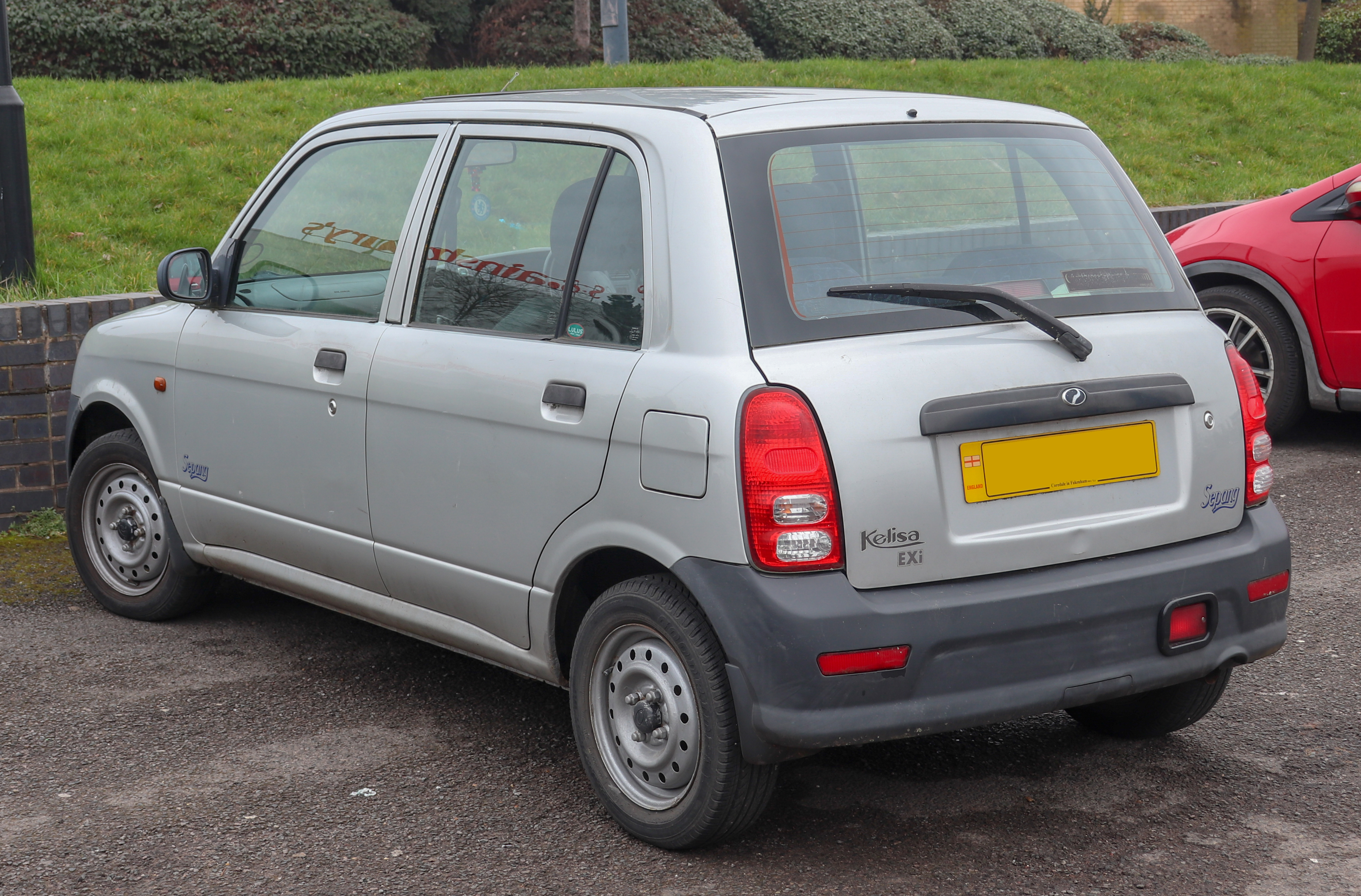
Perodua Kelisa (trasero)

En 2002, se lanzó la Kelisa Limited Edition, distinguible por una pintura de dos tonos, asientos de cuero y volante forrado en cuero.
La Perodua Kelisa se lanzó con tres variantes: EX, GX y EZ. Cuando se lanzó el lavado de cara en 2003, los modelos seguían siendo los mismos: EX, GX y EZ. Una Kelisa de edición limitada, basada en la variante original, luce de manera prominente pintura de dos tonos y modificaciones interiores menores.
El 21 de octubre de 2003, Perodua lanzó el lavado de cara a Perodua Kelisa. se diferenciaba del modelo anterior a la cirugía estética con una nueva rejilla frontal de nido de abeja, un nuevo parachoques delantero inferior con luces intermitentes delanteras de color ámbar, un nuevo parachoques trasero inferior con reflector, una nueva moldura protectora lateral, un nuevo limpiaparabrisas trasero, una antena de techo en posición central, nuevo panel de instrumentos, llantas deportivas de nuevo diseño para el modelo EX y tapas de rueda de nuevo diseño para el modelo GX. Los modelos previos al estiramiento facial usaban ruedas de 13", mientras que el modelo de estiramiento facial usaba ruedas de 14".
Estaba disponible en cuatro colores: Kristal White, Sparkling Silver, Millenia Gold y Gemilang Blue. A lo largo de la primavera de 2004, Perodua reemplazó la variante EX con la variante 850 EX y renombró la GX a 1000 GX y la EX a 1000 EX. Otros cambios diferentes relaciones de transmisión para las transmisiones manuales y dimensiones / tamaño generales.
La Edición Limitada regresó en 2004.
Entre agosto y noviembre de 2004, Perodua lanzó Kelisa SE (Edición especial). Estaba disponible con transmisiones manuales (GXS) y automáticas (EZS). Esta edición especial de Kelisa presentaba lentes transparentes para las señales de giro montadas en el guardabarros delantero y lateral, asientos delanteros con reposacabezas fijo, grupo central pintado, volante forrado en cuero y un kit de carrocería que consta de un alerón trasero, faldones laterales, delantero y trasero.
En 2006, Perodua lanzó Kelisa Imago. Estaba disponible con transmisiones manuales (GXQ) y automáticas (EZQ). Los cambios en comparación con las otras variantes de Kelisa incluyeron un grupo central pintado de plata (incluido el desvío), asientos de cuero con bordado "imago", volante forrado en cuero, intermitentes laterales y delanteros transparentes, alerón deportivo, manijas y cerradura de puerta cromadas y un moderno acabado metálico Pearl Jade: un color metálico doble claro.
Las ediciones SE e Imago usaron los mismos diseños de llantas de aleación que la variante EZ regular y tenga en cuenta que los no SE e Imago Kelisa tenían lentes amarillos para las señales de giro montadas en el guardabarros delantero y lateral.
Las ediciones SE e Imago usaron los mismos diseños de llantas de aleación que la variante EZ regular y tenga en cuenta que los no SE e Imago Kelisa tenían lentes amarillos para las señales de giro montadas en el guardabarros delantero y lateral.
En febrero de 2007, los modelos seleccionados de Kelisa también venían con tecnología Bluetooth incorporada.

## Lista de modelos

### Malasia
A lo largo de la producción de Kelisa, se conocieron varios modelos con otros nombres de modelos. Sin embargo, estos otros nombres solo se usaron principalmente en marketing (listas de precios, folletos, calcomanías en el maletero y más) ya que el papel de registro de los vehículos contendría el nombre real del modelo.
| Año             | Modelo | También conocido como                 | Reemplazadas con | Transmisión |
| --------------- | ------ | ------------------------------------- | ---------------- | ----------- |
| 2000-2005       | EX     | -                                     | 850 EX           | Manual      |
| 2000-2007       | GX     | - GZ - 1000 GX - GXi - Estándar (M/T) | -                | Manual      |
| 2000-2007       | EZ     | - 1000 EZ - EZi - Estándar (A/T)      | -                | Automático  |
| 2005-2007       | 850 EX | - 850cc (M/T)                         | -                | Manual      |
| 2005-2010       | GXS    | - SE - Edición especial               | -                | Manual      |
| 2005-2010       | EZS    | - SE - Edición especial               | -                | Automático  |
| 2002, 2004-2005 | GXL    | - Edición limitada                    | -                | Manual      |
| 2002, 2004-2005 | EZL    | - Edición limitada                    | -                | Automático  |
| 2006-2007       | GXQ    | - Imagen                              | -                | Manual      |
| 2006-2007       | EZQ    | - Imagen                              | -                | Automático  |

|                                                       |
| Perodua Kelisa EZ 2005-2010 rediseño facial (frontal) |

|                                                       |
| Perodua Kelisa EZ 2003-2007 rediseño facial (trasero) |

|                                                       |
| Perodua Kelisa EX 2003-2007 rediseño facial (frontal) |

|                                                       |
| Perodua Kelisa EX 2003-2007 rediseño facial (trasero) |

## Colores
| Tipo     | Nombre del color | Cod. | Variantes                                 |
| -------- | ---------------- | ---- | ----------------------------------------- |
| Metálico | Perla de jade    | G47  | Imago (GXQ y EZQ)                         |
| Metálico | Plata Mocca      | S05  | GX, EZ                                    |
| Metálico | Millennia Gold   | T06  | GX, EZ                                    |
| Sólido   | Blanco marfil    | W09  | EX, GX, EZ                                |
| Metálico | Plata brillante  | S28  | EX, GX, EZ                                |
| Metálico | Gemilang Bllue   | B42  | GX, EZ                                    |
|          | Amarillo Kenari  |      | Edición limitada (GXL y EZL)              |
|          | Azul real        |      | Edición limitada (GXL y EZL)              |
| Metálico | Plata brillante  | S01  | EX, GX, EZ y edición limitada (GXL y EZL) |
| Sólido   | Kristal White    | S14  | 850EX, GX, EZ                             |
| Metálico | Naranja Ozzy     | R53  | SE (GXS y EZS)                            |
|          | Ébano negro      |      | SE (GXS y EZS)                            |

## Especificaciones
| esconderComparación de especificaciones (modelos de Malasia) | esconderComparación de especificaciones (modelos de Malasia) | esconderComparación de especificaciones (modelos de Malasia) | esconderComparación de especificaciones (modelos de Malasia)        | esconderComparación de especificaciones (modelos de Malasia)        | esconderComparación de especificaciones (modelos de Malasia) | esconderComparación de especificaciones (modelos de Malasia)        | esconderComparación de especificaciones (modelos de Malasia)        | esconderComparación de especificaciones (modelos de Malasia)  |
| ------------------------------------------------------------ | ------------------------------------------------------------ | ------------------------------------------------------------ | ------------------------------------------------------------------- | ------------------------------------------------------------------- | ------------------------------------------------------------ | ------------------------------------------------------------------- | ------------------------------------------------------------------- | ------------------------------------------------------------- |
| Modelo                                                       | Modelo                                                       | Modelo                                                       | EX                                                                  | GX                                                                  | EZ                                                           | 850 EX                                                              | 1000 GX                                                             | 1000 EZ                                                       |
| Fecha                                                        | Fecha                                                        | Fecha                                                        | 2000-2005                                                           | 2000-2005                                                           | 2000-2005                                                    | 2005-2007                                                           | 2005-2007                                                           | 2005-2007                                                     |
| Longitud total (mm)                                          | Longitud total (mm)                                          | Longitud total (mm)                                          | 3480                                                                | 3480                                                                | 3480                                                         | 3490                                                                | 3490                                                                | 3490                                                          |
| Ancho total (mm)                                             | Ancho total (mm)                                             | Ancho total (mm)                                             | 1490                                                                | 1490                                                                | 1490                                                         | 1490                                                                | 1490                                                                | 1490                                                          |
| Altura total (mm)                                            | Altura total (mm)                                            | Altura total (mm)                                            | 1425                                                                | 1425                                                                | 1425                                                         | 1425                                                                | 1430                                                                | 1430                                                          |
| Longitud interior (mm)                                       | Longitud interior (mm)                                       | Longitud interior (mm)                                       | 1720                                                                | 1720                                                                | 1720                                                         | 1720                                                                | 1720                                                                | 1720                                                          |
| Ancho interior (mm)                                          | Ancho interior (mm)                                          | Ancho interior (mm)                                          | 1220                                                                | 1220                                                                | 1220                                                         | 1220                                                                | 1220                                                                | 1220                                                          |
| Altura interior (mm)                                         | Altura interior (mm)                                         | Altura interior (mm)                                         | 1170                                                                | 1170                                                                | 1170                                                         | 1170                                                                | 1170                                                                | 1170                                                          |
| Distancia entre ejes (mm)                                    | Distancia entre ejes (mm)                                    | Distancia entre ejes (mm)                                    | 2360                                                                | 2360                                                                | 2360                                                         | 2360                                                                | 2360                                                                | 2360                                                          |
| Pista                                                        | Frente (mm)                                                  | Frente (mm)                                                  | 1300                                                                | 1300                                                                | 1300                                                         | 1300                                                                | 1300                                                                | 1300                                                          |
| Pista                                                        | Trasero (mm)                                                 | Trasero (mm)                                                 | 1260                                                                | 1260                                                                | 1260                                                         | 1260                                                                | 1260                                                                | 1260                                                          |
| Espacio libre al suelo (mm)                                  | Espacio libre al suelo (mm)                                  | Espacio libre al suelo (mm)                                  | 165                                                                 | 165                                                                 | 165                                                          |                                                                     |                                                                     |                                                               |
| Peso en vacío (kg)                                           | Peso en vacío (kg)                                           | Peso en vacío (kg)                                           | 775                                                                 | 790                                                                 | 795                                                          | 771                                                                 | 801                                                                 | 806                                                           |
| Número de plazas                                             | Número de plazas                                             | Número de plazas                                             | 5                                                                   | 5                                                                   | 5                                                            | 5                                                                   | 5                                                                   | 5                                                             |
| Radio de giro mínimo                                         | Neumático (m)                                                | Neumático (m)                                                | 4.3                                                                 | 4.3                                                                 | 4.3                                                          | ?                                                                   | ?                                                                   | ?                                                             |
| Radio de giro mínimo                                         | Cuerpo (m)                                                   | Cuerpo (m)                                                   | 4.6                                                                 | 4.6                                                                 | 4.6                                                          | ?                                                                   | ?                                                                   | ?                                                             |
| Radio de giro mínimo                                         | Neumático - M                                                | Neumático - M                                                | ?                                                                   | ?                                                                   | ?                                                            | 4.3                                                                 | 4.5                                                                 | 4.5                                                           |
| Modelo de motor                                              | Modelo de motor                                              | Modelo de motor                                              | EJ - DE                                                             | EJ - DE                                                             | EJ - DE                                                      | ED-DE                                                               |                                                                     |                                                               |
| Tipo de motor                                                | Tipo de motor                                                | Tipo de motor                                                | Refrigerado por agua, 4 ciclos, 3 cilindros en línea                | Refrigerado por agua, 4 ciclos, 3 cilindros en línea                | Refrigerado por agua, 4 ciclos, 3 cilindros en línea         | Motor transversal en línea, refrigerado por agua, de 4 ciclos       | Motor transversal en línea, refrigerado por agua, de 4 ciclos       | Motor transversal en línea, refrigerado por agua, de 4 ciclos |
| Mecanismo de válvula                                         | Mecanismo de válvula                                         | Mecanismo de válvula                                         | DOHC                                                                | DOHC                                                                | DOHC                                                         | Válvula DOHC-4 por cilindro                                         | Válvula DOHC-4 por cilindro                                         | Válvula DOHC-4 por cilindro                                   |
| Desplazamiento total                                         | Desplazamiento total                                         | Desplazamiento total                                         | 989                                                                 | 989                                                                 | 989                                                          | 847                                                                 | 989                                                                 | 989                                                           |
| Diámetro x carrera (mm)                                      | Diámetro x carrera (mm)                                      | Diámetro x carrera (mm)                                      | 72 x 81                                                             | 72 x 81                                                             | 72 x 81                                                      | 66,6x81                                                             | 72x81                                                               | 72x81                                                         |
| Compresión                                                   | Compresión                                                   | Compresión                                                   | 10                                                                  | 10                                                                  | 10                                                           | 10                                                                  | 10                                                                  | 10                                                            |
| Máxima salida                                                | Máxima salida                                                | Máxima salida                                                | 40,5 kW/5200 rpm                                                    | 40,5 kW/5200 rpm                                                    | 40,5 kW/5200 rpm                                             | 36,7 kW/5200 rpm                                                    | 40,5 kW/5200 rpm                                                    | 40,5 kW/5200 rpm                                              |
| Tuerca máxima                                                | Tuerca máxima                                                | Tuerca máxima                                                | 88,3 Nm/3600 rpm                                                    | 88,3 Nm/3600 rpm                                                    | 88,3 Nm/3600 rpm                                             | 74,4 Nm/4000 rpm                                                    | 88,3 Nm/3600 rpm                                                    | 88,3 Nm/3600 rpm                                              |
| Sistema de combustible                                       | Sistema de combustible                                       | Sistema de combustible                                       | EFI                                                                 | EFI                                                                 | EFI                                                          | EFI                                                                 | EFI                                                                 | EFI                                                           |
| Capacidad del tanque de combustible (litros)                 | Capacidad del tanque de combustible (litros)                 | Capacidad del tanque de combustible (litros)                 | 40                                                                  | 40                                                                  | 40                                                           | 40                                                                  | 40                                                                  | 40                                                            |
| Embrague                                                     | Embrague                                                     | Embrague                                                     | Placa seca simple con resorte de diafragma y accionamiento mecánico | Placa seca simple con resorte de diafragma y accionamiento mecánico | N/A                                                          | Placa seca simple con resorte de diafragma y accionamiento mecánico | Placa seca simple con resorte de diafragma y accionamiento mecánico | N/A                                                           |
| Transmisión                                                  | Tipo                                                         | Tipo                                                         | Avance manual de 5 velocidades, todo sincronizado                   | Avance manual de 5 velocidades, todo sincronizado                   | Avance automático de 4 velocidades                           | 5 M/T                                                               | 5 M/T                                                               | 4 A/T                                                         |
| Transmisión                                                  | Relaciones de transmisión                                    | 1                                                            | 3.417                                                               | 3.417                                                               | 2.731                                                        | 3.417                                                               | 3.181                                                               | 2.730                                                         |
| Transmisión                                                  | Relaciones de transmisión                                    | 2                                                            | 1.947                                                               | 1.947                                                               | 1.526                                                        | 1.947                                                               | 2.842                                                               | 1.526                                                         |
| Transmisión                                                  | Relaciones de transmisión                                    | 3                                                            | 1.250                                                               | 1.250                                                               | 1.000                                                        | 1.250                                                               | 1.250                                                               | 1.000                                                         |
| Transmisión                                                  | Relaciones de transmisión                                    | 4                                                            | 0,865                                                               | 0,865                                                               | 0,696                                                        | 0,917                                                               | 0,916                                                               | 0,696                                                         |
| Transmisión                                                  | Relaciones de transmisión                                    | 5                                                            | 0,707                                                               | 0,707                                                               | N/A                                                          | 0,750                                                               | 0,750                                                               | N/A                                                           |
| Transmisión                                                  | Marcha atrás                                                 | Marcha atrás                                                 | 3.143                                                               | 3.143                                                               | 2.290                                                        | 3.143                                                               | 3.142                                                               | 2.290                                                         |
| Transmisión                                                  | Relación de engranaje final                                  | Relación de engranaje final                                  | 3.938                                                               | 3.938                                                               | 4.439                                                        | 4.643                                                               | 4.266                                                               | 4.439                                                         |
| Tipo de dirección                                            | Tipo de dirección                                            | Tipo de dirección                                            | Manual                                                              | Dirección asistida                                                  | Dirección asistida                                           | Piñón y cremallera                                                  | Piñón y cremallera                                                  | Piñón y cremallera                                            |
| Frenos principales                                           | Parte delantera                                              | Parte delantera                                              | Frenos de disco con refuerzo                                        | Frenos de disco con refuerzo                                        | Frenos de disco con refuerzo                                 | Desct                                                               | Desct                                                               | Desct                                                         |
| Frenos principales                                           | Trasero                                                      | Trasero                                                      | Batería (inicial y final)                                           | Batería (inicial y final)                                           | Batería (inicial y final)                                    | Batería (inicial y final)                                           | Batería (inicial y final)                                           | Batería (inicial y final)                                     |
| Freno de mano                                                | Freno de mano                                                | Freno de mano                                                | Operando mecánicamente sobre ruedas traseras                        | Operando mecánicamente sobre ruedas traseras                        | Operando mecánicamente sobre ruedas traseras                 | Operando mecánicamente sobre ruedas traseras                        | Operando mecánicamente sobre ruedas traseras                        | Operando mecánicamente sobre ruedas traseras                  |
| Suspensión                                                   | Parte delantera                                              | Parte delantera                                              | Puntal MacPherson con muelle helicoidal                             | Puntal MacPherson con muelle helicoidal                             | Puntal MacPherson con muelle helicoidal                      | Puntal MacPherson con muelle helicoidal                             | Puntal MacPherson con muelle helicoidal                             | Puntal MacPherson con muelle helicoidal                       |
| Suspensión                                                   | Trasero                                                      | Trasero                                                      | Suspensión de 3 eslabones                                           | Suspensión de 3 eslabones                                           | Suspensión de 3 eslabones                                    | Suspensión de 3 eslabones                                           | Suspensión de 3 eslabones                                           | Suspensión de 3 eslabones                                     |
| Llantas                                                      | Llantas                                                      | Llantas                                                      | 155/65R13                                                           | 165/60R13                                                           | 165/60R13                                                    | 155/65R13                                                           | 165/60R13                                                           | 165/60R13                                                     |

Comparando las variantes GX y EZ (independientemente del pre-estiramiento facial o estiramiento facial), la variante EZ tenía, además de la variante GX, un ionizador de aire, espejos laterales ajustables eléctricamente y alguna forma de tecnología de manos libres para teléfonos acoplados. con un soporte para teléfono.
Si bien la tela del asiento se compartía entre las variantes GX y EZ previas al estiramiento facial, las variantes GX y EZ posteriores al estiramiento facial tenían tapicería de tela única con patrones de tela únicos.

## En los medios
En la segunda serie de Top Gear, James May conducía el Kelisa y, en general, quedó impresionado con el coche, incluso comparándolo con el Mini original . Sin embargo, en el DVD Heaven and Hell de 2005 de Jeremy Clarkson, Clarkson compró una Perodua Kelisa EX y la destruyó explotándola inmediatamente después de comprarla, en un esfuerzo por resaltar las frustraciones estéticas con el diseño.
En abril de 2007, Clarkson lo describió como el peor del mundo: "Su nombre era como una enfermedad y sugirió que fue construido en la jungla por personas que usan hojas como zapatos". Sus comentarios generaron críticas del Gobierno de Malasia, un representante del cual respondió afirmando que no se habían recibido quejas de ningún cliente en el Reino Unido.

## Premios y reconocimientos
- Premios ASEAN Auto Car 2003/2004 (categoría de automóvil compacto)
- NST - Auto compacto del año 2003 de MasterCard
- Coche NST del año 2002.